# Гетчеліт

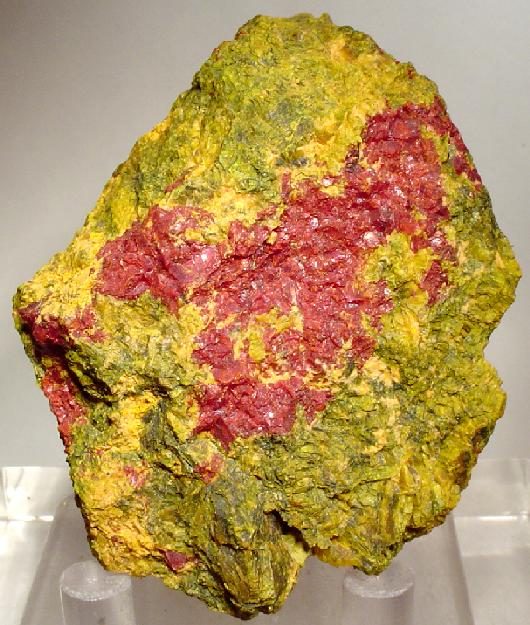
Гетчеліт

Гетчеліт (рос. гетчеллит; англ. getchellite; нім. Getchellit m) — стибієва сульфосіль арсену.

## Етимологія та історія
Відкритий Б. Г. Вейсбергом з Відділу Науково-промислових досліджень Нової Зеландії в 1963 році і затверджений Міжнародним мінералогічним товариством у 1965 році як новий вид.

## Загальний опис
Склад:
1. За Є.Лазаренко: As[SbS3];
2. За К.Фреєм AsSbS. Склад у % (за Є.Лазаренко): As — 25,59; Sb — 41,57; S — 32,84.
Сингонія моноклінна. Утворює недосконалі кристали і зерна.
Густина 3,92.
Твердість 1,5—2.
Колір темний криваво-червоний. Багато металевих сульфідів мають колір від сірого до чорного, але деякі з них яскраво-кольорові. Гетчеліт — яскраво-жовто-червоний.
Спайність слюдоподібна.
Пластинки гнучкі але нееластичні.
Злом занозистий.
Риса оранжево-червона.
Блиск на площині спайності перламутровий до скляного.
В прохідному світлі криваво-червоний, у відбитому — сіро-білий з голубуватим відтінком.
Виражені криваво-червоні внутрішні рефлекси.
Виявлений в кварцових жилах разом з аурипігментом, реальгаром, антимонітом і кіновар'ю.